# Execution (album)
Execution è il primo e unico album pubblicato nel 2005 dalla band brasiliana dei Tribuzy.

## Il disco
Lo stile del disco ricalca le sonorità heavy delle correnti britanniche anni '80 (Judas Priest, Iron Maiden), pur mantenendo caratteristiche sudamericane che a tratti ricordano i conterranei Angra.
Nel disco sono presenti numerosi ospiti illustri come Bruce Dickinson (Iron Maiden), Michael Kiske (ex-Helloween, Unisonic), Matt Sinner e Ralf Scheepers (entrambi Primal Fear), Kiko Loureiro (Angra), Roland Grapow (Masterplan) e molti altri.

## Tracce
1. Execution – 7:15
2. Forgotten Time – 4:19
3. The Attempt – 4:08
4. Divine Disgrace – 5:25
5. Absolution – 9:36
6. Web of Life – 4:47
7. Nature of Evil – 7:42
8. Lake of Sins – 4:17
9. Beast in the Light – 6:01
10. Aggressive – 6:01

### Bonus Track per l'edizione Giapponese
1. "The Means"

## Formazione
Band
- Renato Tribuzy - voce
- Kiko Loureiro - chitarra solista in tutti i brani tranne "Absolution", "Web of Life", e "The Means"
- Gustavo Silveira - chitarra ritmica, Chitarra Acustica in "The Means"
- Chris Dale - basso in tutti i brani tranne "Nature of Evil" e "The Means"
- Sidney Sohn - tastiere
- Marcos Barzo - batteria

Ospiti
- Frank Schieber - Chitarra Acustica in "The Means"
- Bruce Dickinson - voce in "Beast in the Light"
- Michael Kiske - voce in "Absolution"
- Mat Sinner - voce in "Nature of Evil"
- Ralf Scheepers - voce in "Nature of Evil"
- Dennis Ward - basso in "Nature of Evil"
- Roland Grapow - chitarra solista in "Absolution" e "Web of Life"
- Roy Z - chitarra solista in "Beast in the Light"